# Bandera de Saus, Camallera i Llampaies
La bandera oficial de Saus, Camallera i Llampaies té la següent descripció:
Bandera apaïsada, de proporcions dos d'alt per tres de llarg, faixada de sis peces, tres de grogues i tres de vermelles, amb un segment de rodona blanc a l'asta, carregat amb la palma verd fosc de l'escut, d'alçària 11/12 de la del drap i amplària 1/9 de la llargària del mateix drap, equidistant de les vores superior i inferior, a 1/18 de la vora de l'asta, i amb l'arc del segment de la rodona, traçat de la vora superior a la inferior, a 1/9 de l'asta i amb el punt de màxima convexitat equidistant de les vores superior i inferior a 1/3 de l'asta, i amb un rivet vermell, de gruix 1/36 de la llargària del drap i amb un altre rivet verd fosc juxtaposat, del mateix gruix.
Va ser aprovada el 14 de febrer de 2008 i publicada en el DOGC el 27 de febrer del mateix any amb el número 5079.